# オリンパスOMシステム
オリンパスOMシステムとは、オリンパスが開発した35mmレンズ交換式銀塩一眼レフカメラ、およびそのシステム全体の総称である。

## 概要

### 開発までの経緯
レンズシャッターカメラ、オリンパス35シリーズ・オリンパス・ペンシリーズの大ヒットによってカメラメーカーとして確固たる地位を築いたオリンパスは、当時急速に拡大しつつあったライカ判一眼レフカメラ市場への参入を考えていた。
当市場への参入としては後発メーカーとなるため、他のメーカーの商品にはない特色が必要であった。それまでのライカ判一眼レフカメラは全てボディーありきで、それにレンズ・モータードライブ・ファインダー・フォーカシングスクリーン・フラッシュ等のユニットを取りつける形態であった。
これに対し設計者（OMシステム開発における担当職域は概念設計と今で言うプロダクトマネージャーであり、図面は書いていない。）の米谷美久は、「Mシステム」として、ボディーをそれだけで独立したユニット、すなわちスクリーン、ファインダーはおろか、フィルム収納部や巻き上げ機構すらない単なる暗箱とし、スクリーン、ファインダー、フィルム収納部、巻き上げ機構はそれぞれ独立したユニットとするシステムとすることを考案した。試作機を仮称「MDN」（マイタニ・ダークボックス・ノーマル）とし、巻き上げユニットにはレバー式、バネチャージ（ぜんまいばね）式、モータードライブ式等、ファインダーユニットにはプリズムを用いたアイレベル、二眼レフカメラのような上から覗く簡単な物、フィルムバックユニットも36枚撮りの他により多く撮れるユニット等があった。
実のところ、一眼レフカメラ「M-1」は、このようなシステムカメラ（例えるならば大判カメラのような各ユニットを自由に組み合わせるシステムを35mmカメラで実現したもの）を考えるうちに、ラインナップの一種類で通常の一眼レフのボディに相当する全機能をオールインワンとしたモジュールを同じく「MDS」（〜シンプル）として、システムの寸法を確定するに当たって有効なモデルとなるよう設計を先行させたものである。但し、その一眼レフも他社の後追いになるようなものではなく、米谷がそれらの欠点として挙げた“ボディが大きい”“重い”“音が大きい”という問題を克服するべく機構部分からの抜本的な新開発が行われた。結局、MDNをはじめ当初計画されたMシステムはユニットの結合部分の強度確保に難があったことから商品化を断念し、MDSのみが「M-1」として発売されて以後OMシリーズとなって日の目を見ることとなった。
さらにOMシステムは「宇宙からバクテリアまで」というメインテーマを掲げ、膨大なアクセサリー品を含む壮大なシステムカメラとして出発した。
これは光学メーカーとしてラインナップしていた望遠鏡から祖業である顕微鏡を盛り込んだ、社内統合プロジェクトとしての意味も有していた。

### システム構成
総数280余点に及ぶOMシステムは、大まかに次のグループに分けられた。
- ズイコー交換レンズグループ

魚眼からマクロ、超望遠に至る交換レンズ
- フラッシュフォトグループ

通常撮影用からマクロ撮影専用のストロボ装置
- モータードライブグループ

高速巻上げのモータードライブ・低速巻き上げのワインダーやこれらに対応した長尺フィルム装填用のフィルムバック、各種電源装置
- フォトミクログループ

顕微鏡撮影用カメラアダプターや顕微鏡レンズ用アダプター
- マクロフォトグループ

接写用クローズアップレンズからオートベローズ、等倍撮影レンズの特性を活かしたスライド複写装置など、また実体顕微鏡のように使用できる撮影アダプターも用意された
- フォトテクニカルグループ

日付や時間・任意の番号をフィルムに写しこむレコーデーター・バックやケーブルレリーズ、ペンFレンズ用・内視鏡用・天体望遠鏡用マウントアダプターなど
- ファインダーグループ

正確なピント合わせに必要不可欠な交換用フォーカシングスクリーンや拡大スコープ、視度補正レンズ付きアイカップ（目当て）など
- ケースグループ

今までにない小型化を実現したことから、そのサイズに対応したシステム収納バッグなど
このように、さまざまな撮影条件を主眼に置いたシステムを構成していた。

### ライツからのクレームと改名
開発時から発売当初、システムは「Mシステム」の名称が与えられ、初号機の型番も「M-1」とされた。この「M」の文字について、米谷は自身のイニシャルを元に決まったと述べている。が、実際は一眼レフの“1”を意味する“MONO”から来ている、との説も存在する。フォトキナにて、ライカMシリーズを展開するエルンスト・ライツ社（現ライカ社）から困るとの旨コメントがあり、会社名のオリンパスの頭文字を付けてOMシステム、カメラボディーもOM-1とした。
しかし、すでに製造されていた初期ロットの約5000台は表記がM-1のまま出荷され、中古市場でも少数が確認できる。出荷されたM-1の外装はほとんどがクロームボディであったが、黒塗装のM-1が20台程生産され、その一部はカメラ雑誌などで紹介されている。

### システムの理念
カメラのボディを部品の一つとして考え、他の豊富なアクセサリー品により巨大なシステムを構成するという理念は1971年に発売されたキヤノン F-1が代表的な例であるが、オリンパスにもすでにハーフ判一眼レフカメラのオリンパス・ペンFのシステムが存在した。このように当時の国内カメラメーカーは大なり小なりある程度のシステムを保有しており、OMシステムはこのような時代背景の下、さらに自社のペンFを凌駕する前提で開発された産物といえる。
他社のシステムとの最大の相違点は、カメラボディすらシステムを構成する一要素としている点である。
他社のシステムにおいてはカメラボディが主たる存在で、モータードライブやデータパック、ファインダースクリーンなどは各ボディごとの専用品が用意されていたが、OMシステムでは一部の例外（代表例：OM10にモータードライブが使用できない）を除くとシステム内のアクセサリーの互換性が最大限確保されていた。
また、前述のように「宇宙からバクテリアまで」の理念に沿ってオリンパス自社製の内視鏡や顕微鏡、さらに各社天体望遠鏡に対応したOMマウントアダプターがそれぞれ用意された。
このような大掛かりなシステムは開発に大変な予算と手間が掛かり、モデルチェンジも制約されるため長く維持するのは難しいが、カメラの可能性を極限まで追求した結果であり、またユーザーに発展性という夢を与えたのもまた事実であった。
しかし1980年代半ばからのオートフォーカスカメラの台頭や高倍率ズームレンズの登場により一眼レフカメラのコンパクト化、つまり機能の統合化が行われてシステムカメラとしての意義は次第に薄らぎ、当然のごとくシステムは縮小されていった。また、OMシステムにおける初のボディ内モーター使用オートフォーカス機であるOM707が、その互換性の低さや操作性の悪さから市場に受け入れられなかった事が絶対的敗北となり、AFの後継機種は登場しなかった。このため一眼レフカメラがMFからAFへ急速に移行している中、OMシステムはMFに限定されたシステムにとどまることになった。
2003年、OMシステムは約30年に渡る生産及び販売を終了。実質上の後継機として新規格のフォーサーズシステムを採用したデジタル一眼レフ・E-システムシリーズが同年に発売されたことで、結果的にAFシステム移行の失敗が他社に先駆ける形での「フィルムカメラからの撤退」を促す事になった。2012年には、OMシステムの名称・デザインを踏襲したマイクロフォーサーズ規格のミラーレス一眼カメラ、OM-D E-M5が発表されたが、当OMシリーズとの互換性はレンズマウントアダプターのみとなっており事実上、命脈は途絶えた。
OM-Dシリーズはその後、フォーサーズシステムの従来型一眼レフをも統合し、フラッグシップ機OM-D E-M1、普及機OM-D E-M10も発売しており、大衆向けであるPENシリーズに対し、OM-Dシリーズはカメラマンなど、一眼レフユーザーをターゲットにしている。

## カメラ本体

### マニュアルフォーカス機
- オリンパスM-1 / オリンパスOM-1（1972年7月発売、1973年5月改名） - 発売当時、135フィルムを使用する24×36mm（ライカ）判のレンズ交換式一眼レフカメラでは、世界最小最軽量であった。それまでの常識を覆す小さく軽いボディとエアダンパーを併用した静かなシャッター音は周囲を驚かせ大きな反響を巻き起こすことになる。小型化のためにシャッター秒時制御のガバナーをミラーボックス下部に配置、シャッター速度ダイヤルをマウントと平行つまり同心円上に配置し、これがOMボディの特徴となり、副次的ではあるがOM以前の同社の主力製品であったレンズシャッターカメラ使用者のステップアップに際して違和感を覚えさせない効果があった。
エルンスト・ライツ（現ライカ）からのクレームに対応して改名した。

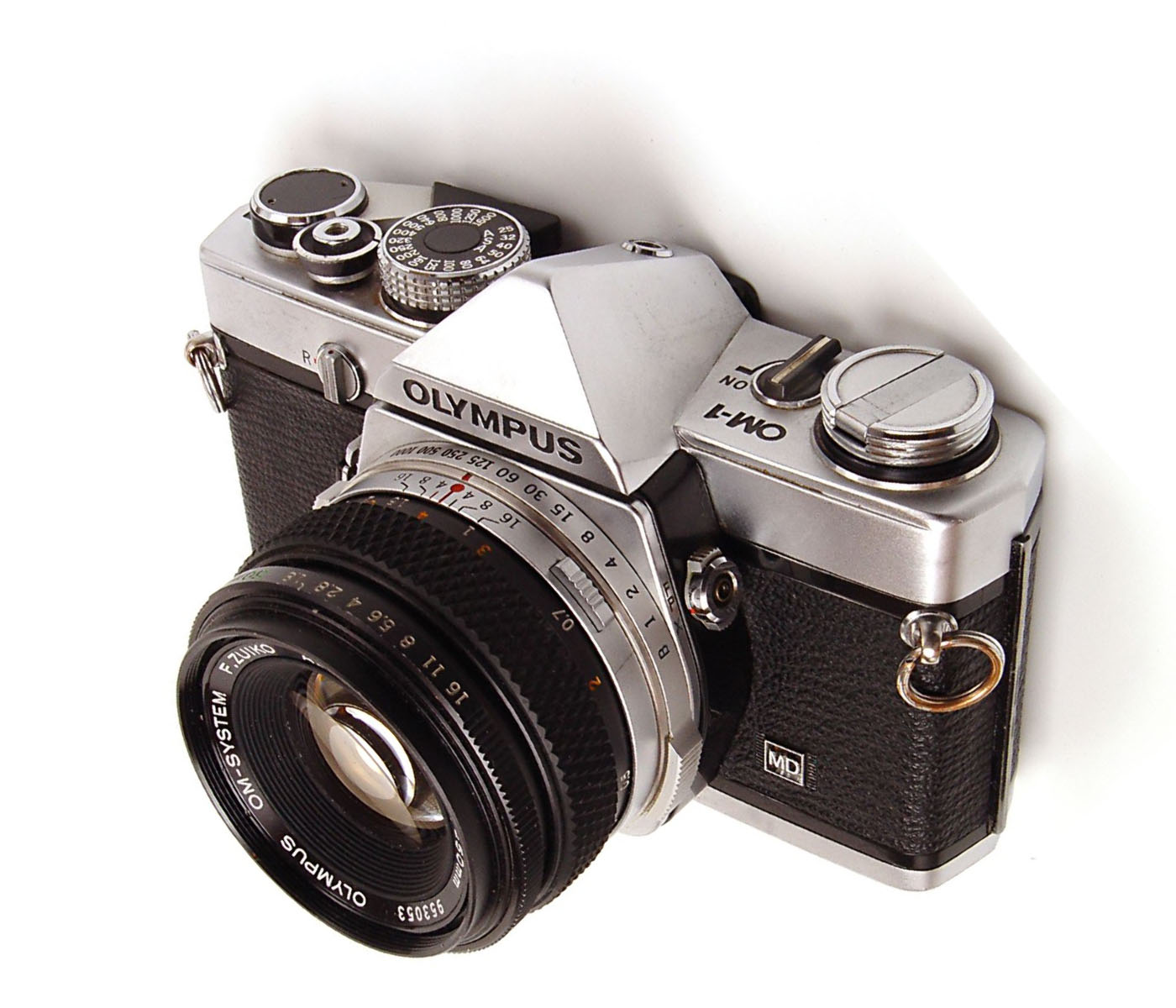
OM-1MD

- オリンパスOM-1MD - オリンパスOM-1にモータードライブを装着するためには底蓋交換が必要であったが、最初から装着可能な底蓋としたもので、内部機構に変更はない。
- オリンパスOM-2（1975年11月発売） - フィルム面から反射して来た光量を測って露光をコントロールするTTLダイレクト測光を採用、これによって撮影中の露出制御が可能になり、専用フラッシュを用いたTTL自動調光を実現した。自動露出の上限は60秒。
- オリンパスOM-1N（1979年3月発売） - アクセサリーシュー4使用によりフラッシュ充電完了表示確認、フラッシュ適正発光表示確認がファインダー内で可能になった。その他フラッシュ動作改善。
- オリンパスOM-2N（1979年3月発売） - アクセサリーシュー4使用によりフラッシュ充電完了表示確認、フラッシュ適正発光表示確認がファインダー内で可能になった。その他フラッシュ動作改善。自動露出の上限を120秒に延長。
- オリンパスOM10（1979年6月発売） - フラッシュ撮影時のTTL自動調光を省略・フィルム自動巻上げについてモータードライブには対応せずワインダーのみに対応するなど設計簡素化した普及版AE機。ボディー単体では絞り優先オート専用機だが、マニュアルアダプターというオプションを装着することでマニュアル露光による撮影が可能となる。バリエーションとしてはデータバックを搭載したOM10クォーツが存在するほか、米国市場ではマニュアルアダプターをあらかじめ付属品とし、OM10FCとして発売された。
- オリンパスOM20（1982年10月発売） - オリンパスOM10の上級版。マニュアル露出を内蔵し、モータードライブに対応。LED式露出計の表示方法変更と、明るいルミマイクロマット・スクリーンの採用により、OM10と比較してファインダーの視認性が向上した。海外の一部地域での名称はOMG。

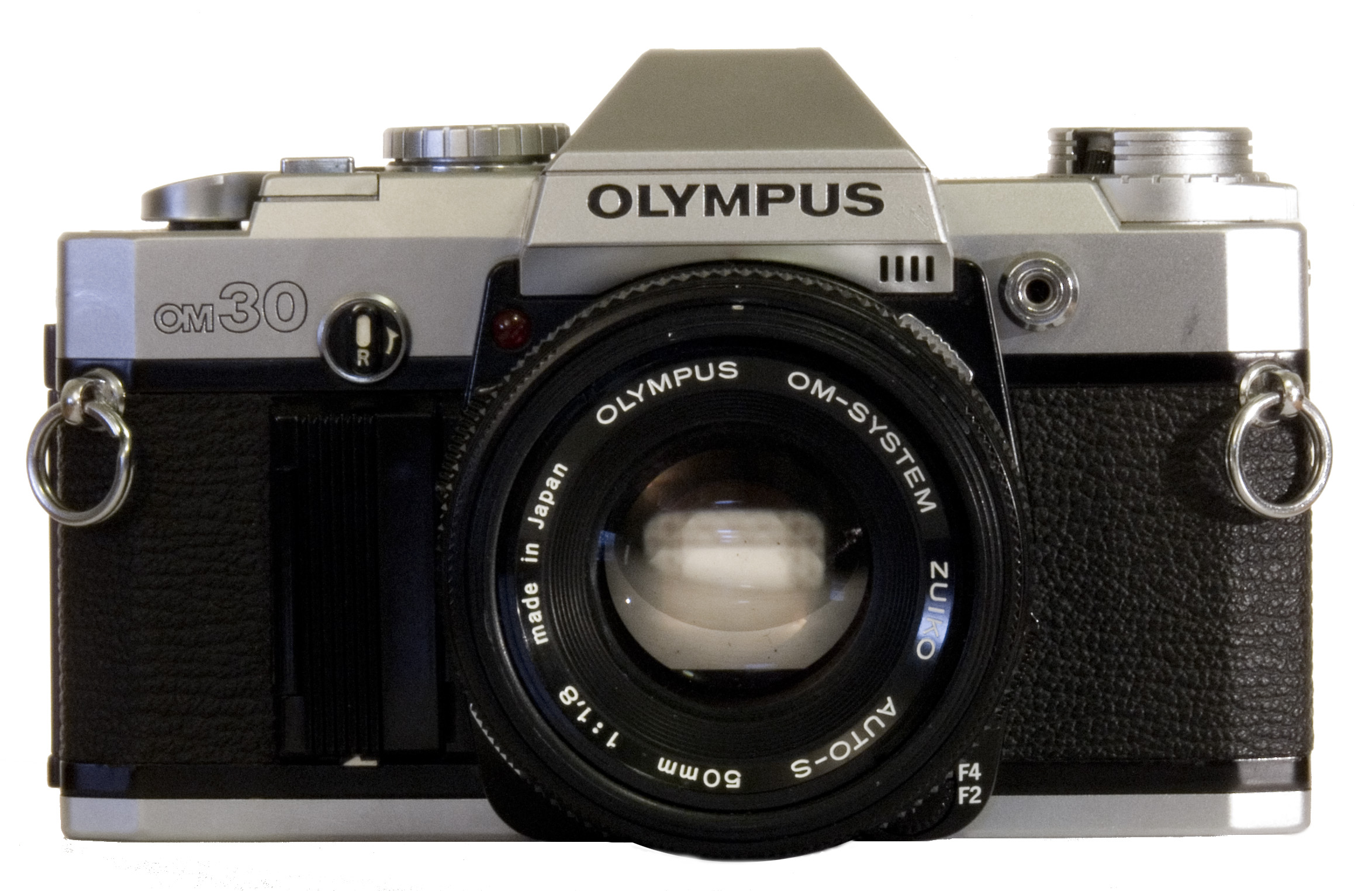
OM30

- オリンパスOM30（1982年11月発売） - 35-70mmF4のズイコーオートフォーカスレンズと組み合わせてオートフォーカス撮影が可能。M.インフォーカストリガーコード、ワインダーを併用することでピントのあった瞬間にレリーズされる「ゼロインフォーカス」機能による撮影が可能。海外の一部地域での名称はOMF。
- オリンパスOM-4（1983年10月発売） - 中央重点測光の他、最大8点のマルチスポット測光機構を持つ。新開発のモータードライブ2使用により、フィルムの自動巻き戻しに対応[7]。

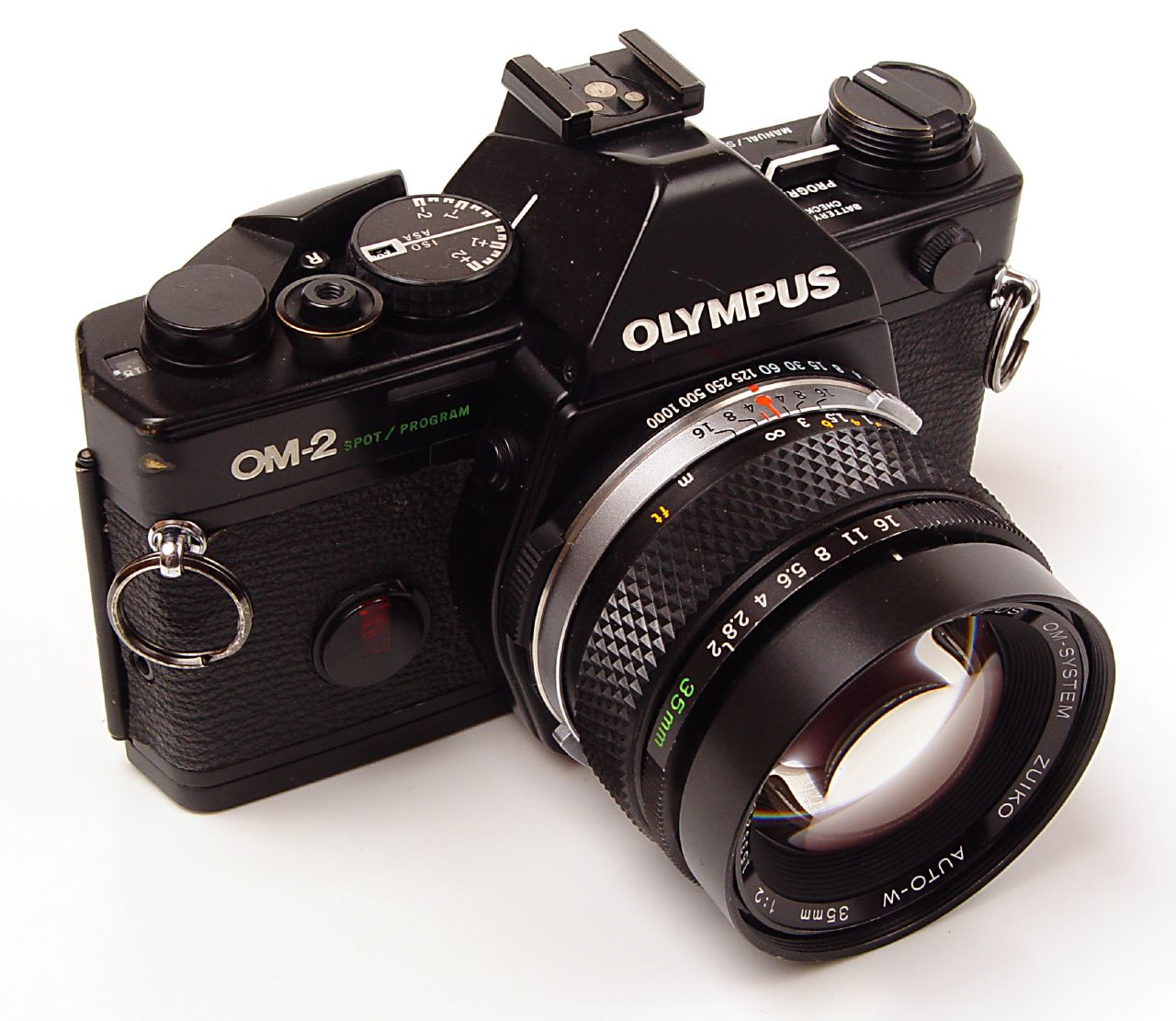
OM-2SP

- オリンパスOM-2SP（1984年10月発売） - プログラムAE機能と、マニュアル露出時のスポット測光機能を搭載。OM-2の名を冠しているものの、OM-4をベースとした完全新設計の機種。海外の一部地域での名称はOM-2S PROGRAM。
- オリンパスOM-3（1984年10月発売） - シャッター制御は最高速1/2000秒・全速機械式のマニュアル専用機。中央重点測光とマルチスポット測光機構はオリンパスOM-4のマニュアル露出と同等。定価はOM-4と同価格だったが、生産コストはOM-4より機械式シャッター組み込み相当分がかかったという。生産台数が少なく、製造中止後人気が上がりオリンパスOM-3Ti発売までプレミアム価格で取引されていた。
- オリンパスOM40（1985年4月発売） - ESパターン測光と称する分割測光により逆光補正の自動化を実現。プログラムAE機能も搭載された。TTLダイレクト調光に対応。愛称「逆光強」。海外の一部地域での名称はOMPC。
- オリンパスOM-4Ti（1986年7月発売） - オリンパスOM-4のチタン外装バージョン。専用ストロボ使用により、高速シャッター時にも対応する「スーパーFP発光」同調機能を追加。007 消されたライセンスではメインタイトルの映像で登場する。海外の一部地域での名称はOM-4T。
- オリンパスOM-4Tiブラック（1989年4月発売） - オリンパスOM-4Tiの黒塗装バージョン。
- オリンパスOM-3Ti（1994年11月発売） - オリンパスOM-3のチタン外装バージョン。TTLダイレクト調光及びスーパーFP発光制御を追加。生産に当たっては社内に資料が少なかったため、中古で購入したOM-3を分解し、構造を解析したと言われている。海外の一部地域での名称はOM-3T。
- オリンパスOM2000（1997年7月発売） - マニュアル専用機。コシナからのOEM。中央部重点測光とスポット測光機能を搭載。基本設計が共通のコシナOEM品には、リコーXR-8スーパー（Kマウント、ペンタプリズムが銀蒸着）、ニコンFM10（ニコンFマウント、ミラーバランサー搭載）がある。

### オート/パワーフォーカス機
- オリンパスOM707（1986年10月発売） - オートフォーカス専用レンズ装着時の露出制御はプログラムAEのみ。MFズイコーレンズも絞り優先AEで使用可能。専用ストロボで「スーパーFP発光」が可能。グリップ部から縦長の小型ストロボがポップアップするギミックが特徴。愛称「ストロボーグ」。
- オリンパスOM101（1988年2月発売） - オートフォーカス機能はなく、OM-707用オートフォーカスレンズを使用するときは本体側のダイヤルを回してピントを合わなければならない(パワーフォーカス)。AE専用機であるが、マニュアルアダプター2の装着によりマニュアル露出可能。内視鏡用ライカ判カメラSC35（工業用や医療用等の複数異なるタイプがある）は、ボディーパーツの相当部分が当機種と共通しており、2000年代後半に至るまで長らく現行であった。

専用のオートフォーカスレンズにはピントリングがなく、マニュアルフォーカス時はボディ側のボタン(OM707)やダイヤル(OM101)でピントを合わせなければならない（パワーフォーカス）。特にOM707の場合、操作系の完成度が低く、AFレンズでのMF操作は劣悪を極める。オートフォーカスレンズには脱着ボタンがないため一度マニュアルフォーカスボディに装着すると外せなくなるというのはデマであり、そもそも装着出来ない。また、パワーフォーカス操作も不可能なためマニュアルフォーカスボディには使用できない。
これらの欠点から、OMシステムのオートフォーカス機は市場に受け入れられなかった。当時マニュアルフォーカスからオートフォーカスに市場が急速に移行している中でオートフォーカス化への対応失敗は致命的であり、オリンパスはレンズ交換式一眼レフカメラのメインストリームから事実上外れることになってしまった。

### 特徴

#### TTLダイレクト測光
オリンパスOM-2が発売されるより前の自動露出一眼レフカメラには、記憶式のTTL測光が使われていた。この装置はあらかじめ被写体の明るさを測りその露出値を記憶、シャッターを押すと同時にそのままの露出で撮影するものであった。しかしこの方式は、モータードライブ等を使用した連写の場合「最初の1コマ目」の露出を記憶してその後も撮影を続けるため「日なた⇔日陰」といった光線状態の変化には対応できず、さらに「撮影前に光量を予測する」事自体が不可能なフラッシュバルブやストロボを使用した撮影の際には当然適用外となる。よってストロボ装置では外光式オートといってフラッシュ側に付いた受光部より光量を調節していた。これは予めこちら側もフィルム感度をセットする必要性や撮影距離によって使える絞りが限られる、レンズ交換による測光条件の違いには対応できないなどの制約が多かった。
オリンパスOM-2で採用されたTTLダイレクト測光は記憶装置を用いず直接フィルム面からの反射光、また高速シャッター時はシャッター幕に描かれた白黒の不規則なドットで標準反射率を構成する「ランダム・パターン」と呼ばれる模様を、ボディ下部に置いた受光器を用いて測光するので連写中も全てのコマで露出制御が行え、フラッシュ光も絞り値や撮影距離に制約されず実際に使用しているレンズを通してボディ側での制御が可能となった。またミラー上昇時（＝シャッター作動時）はファインダーからの逆入する光は塞がれるので、セルフタイマー撮影時などこの光にも影響を受けないというメリットもある。これら数々の特長は当時としては画期的な出来事であり、のちに各社カメラがこの方式を導入するに至った。
この測光方式の欠点として、フィルム面の反射率の、メーカーやカラー・白黒などの方式による違いが大きい場合、測定値に差異が生じ露出精度に問題が出る。しかし、設計陣が世界からフィルムを買い集め、実測した結果0.1EVの範囲と確認され採用されており、通常の撮影では概ね安定した露出精度を出す測光システムとなっている。
但し、オリンパスOM-2・2N及びOM2ケタシリーズの固有の欠点して、AE撮影時においてシャッターを切る直前までのファインダーに表示されるシャッター速度指針の測光回路はペンタプリズムに設けられたセンサーを使用し、実際の露光時には上述の通り「ダイレクト測光」による露出制御が行われていたため、ファインダー表示が異なる回路による「近似値」でしかなかった。なおオリンパスOM-4以降の機種はサブミラーを組み合わせてセンサーの統一がなされるよう改良され、この欠点は解消された。

## ズイコーレンズ群

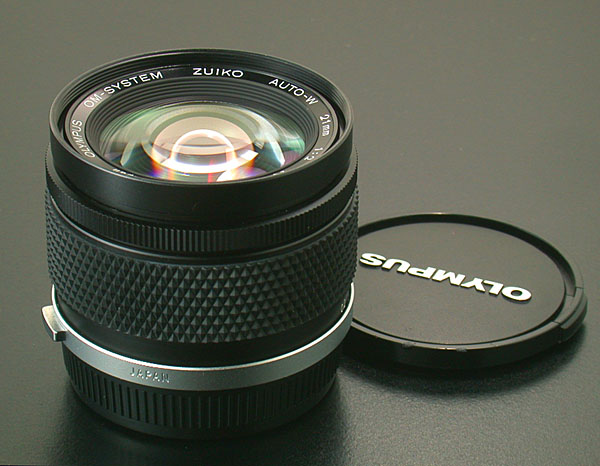
21mmF2

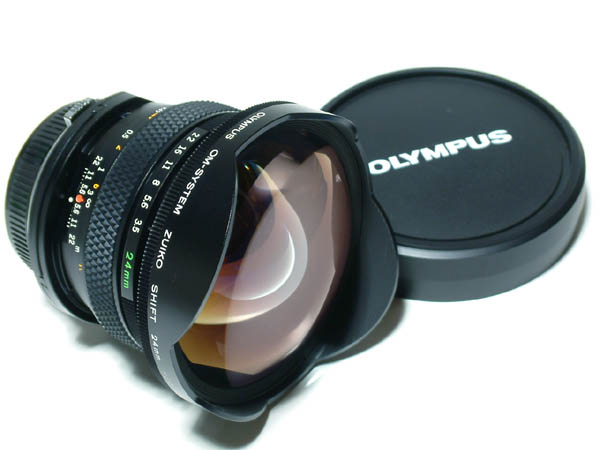
シフト24mmF3.5

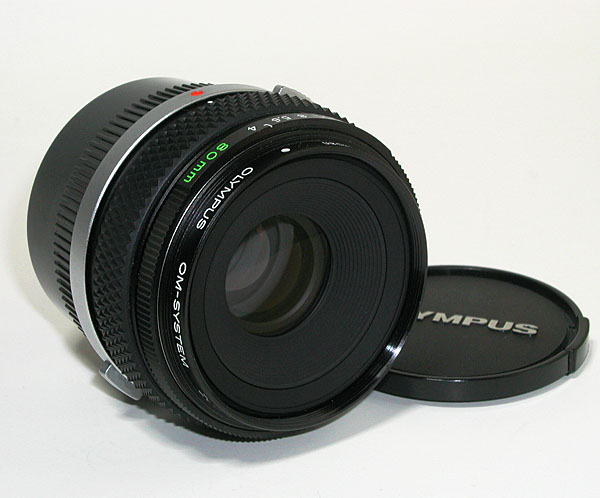
1:1マクロ80mmF4

### レンズの特徴
小型軽量のカメラボディにはそれに合わせた専用レンズが必要となり、設計にコンピュータを駆使して小型軽量化と同時に高画質レンズとしてのさまざまな追求がなされた。
フィルター用のアタッチメント径は大口径望遠、超望遠レンズ、魚眼レンズなどを除いて基本的にφ49mmネジ込みとφ55mmネジ込みで統一されている。これも米谷のシステムとしてのこだわりである。
ズイコーレンズの特徴としては、一般的には比較的安価な価格設定でシャープな画質という点が挙げられる。しかし初期に8mm魚眼レンズから1000mm超望遠レンズを揃え、共に世界初となる「21mmF2」という大口径超広角レンズや「24mmシフトレンズ」を開発するなど、意欲的なラインナップが行なわれた。また、マクロ撮影用のレンズを充実させたのも特徴であり、拡大撮影用の20mm、38mmマクロレンズ、またこれも世界的に非常に珍しい等倍率付近撮影専用の80mmマクロレンズをラインナップした。
また他社と異なり絞りプレビュー機構やレンズ脱着ボタンをカメラボディ側ではなくレンズ側に設けたのも特徴的であり、特にマニュアルフォーカスの全レンズに絞りプレビューを設けたことで、結果としてOMシステムの全ボディで絞りプレビューが可能になっている。ただし設計変更されたオートフォーカス/パワーフォーカス用のレンズでは、レンズ側の絞りプレビューボタンが廃止され、レンズ脱着ボタンもボディ側に設けている。
ズイコーの名称は、オリンパス黎明期の同社のレンズ研究部門である瑞穂光学研究所の省略形であり、また吉兆の光という意味を持つ「瑞光」という言葉に由来する。
ズイコーレンズの小ささに関する自負については、発売当時ズイコー200mmレンズと他社135mmレンズがほぼ同様の大きさであることをアピールするCMを流したり、開発者の米谷本人が外国人記者にズイコー100mmレンズを見せ「何mmにみえますか？」と質問したところ「50mm」と返事が返ってきたことをエピソードとして公表している所からも覗える。

### レンズ一覧

#### マニュアルフォーカス機種用
| レンズ                  | 画角                     | 枚-群     | 絞り 形式 | 絞り範囲                       | 最近接撮影距離          | 最近接撮影範囲                                                          | ピント調節方式                                            | 質量                      | 全長                   | 最大径      | フード                         | フィルター                                |
| ----------------------- | ------------------------ | --------- | --------- | ------------------------------ | ----------------------- | ----------------------------------------------------------------------- | --------------------------------------------------------- | ------------------------- | ---------------------- | ----------- | ------------------------------ | ----------------------------------------- |
| 8mmF2.8フィッシュアイ   | 180°（円形）             | 11-7      | 自動      | 2.8-22                         | 0.2m                    | -                                                                       | 直進ヘリコイド                                            | 640g                      | 82mm                   | 102mm       | 不要                           | 組込み式 (L39,Y48, O56,R60)               |
| 16mmF3.5フィッシュアイ  | 180°（対角線）           | 11-8      | 自動      | 3.5-22                         | 0.2m                    | -                                                                       | 直進ヘリコイド                                            | 180g                      | 31mm                   | 59mm        | 不要                           | 組込み式 (L39,Y48, O56)                   |
| 18mmF3.5                | 100°                     | 11-9      | 自動      | 3.5-16                         | 0.25m                   | 30x20cm                                                                 | 直進ヘリコイド                                            | 250g                      | 42mm                   | 62mm        | φ49mm 49→72アダプターリング    | φ72mmねじ込み (49→72アダプターリング併用) |
| 21mmF2                  | 92°                      | 11-9      | 自動      | 2-16                           | 0.2m                    | 21x14cm                                                                 | 直進ヘリコイド                                            | 250g                      | 43.5mm                 | 60mm        | φ55mmねじ込みまたはφ57mmかぶせ | φ55mmねじ込み                             |
| 21mmF3.5                | 92°                      | 7-7       | 自動      | 3.5-16                         | 0.2m                    | 21x14cm                                                                 | 直進ヘリコイド                                            | 180g                      | 31mm                   | 59mm        | φ49mmねじ込み                  | φ49mmねじ込み                             |
| 24mmF2                  | 84°                      | 10-8      | 自動      | 2-16                           | 0.25m                   | 23x15cm                                                                 | 直進ヘリコイド                                            | 280g                      | 48mm                   | 60mm        | φ55mmねじ込み                  | φ55mmねじ込み                             |
| 24mmF2.8                | 84°                      | 8-7       | 自動      | 2.8-16                         | 0.25m                   | 23x15cm                                                                 | 直進ヘリコイド                                            | 180g                      | 31m                    | 59mm        | φ49mmねじ込み                  | φ49mmねじ込み                             |
| 24mmF3.5シフト          | 84° （シフト時最大100°） | 12-10     | 手動      | 3.5-22                         | 0.35m                   | 36x24cm                                                                 | 回転カム（インナーフォーカス）                            | 510g                      | 75mm                   | 84mm        | 固定                           | 組込み式 (neutral, Y48,O56, R60)          |
| 28mmF2                  | 75°                      | 9-8       | 自動      | 2-16                           | 0.3m                    | 27x18cm                                                                 | 直進ヘリコイド                                            | 250g                      | 43mm                   | 60mm        | φ49mmねじ込み                  | φ49mmねじ込み                             |
| 28mmF2.8                | 75°                      | 6-6       | 自動      | 2.8-22                         | 0.3m                    | 18x27cm                                                                 | 直進ヘリコイド                                            | 170g                      | 32mm                   | 60mm        | φ49mmねじ込み                  | φ49mmねじ込み                             |
| 28mmF3.5                | 75°                      | 7-7       | 自動      | 3.5-16                         | 0.3m                    | 18x27cm                                                                 | 直進ヘリコイド                                            | 180g                      | 31mm                   | 59mm        | φ49mmねじ込み                  | φ49mmねじ込み                             |
| 35mmF2                  | 63°                      | 8-7       | 自動      | 2-16                           | 0.3m                    | 21x14cm                                                                 | 直進ヘリコイド                                            | 240g                      | 42mm                   | 60mm        | φ55mmねじ込み                  | φ55mmねじ込み                             |
| 35mmF2.8                | 63°                      | 7-6       | 自動      | 2.8-16                         | 0.3m                    | 21x14cm                                                                 | 直進ヘリコイド                                            | 180g                      | 33mm                   | 59mm        | φ51mmかぶせ                    | φ49mmねじ込み                             |
| 35mmF2.8シフト          | 63° （シフト時最大83°）  | 8-7       | 手動      | 2.8-22                         | 0.3m                    | 21x14cm                                                                 | 直進ヘリコイド                                            | 310g                      | 58mm                   | 68mm        | φ49mmねじ込み                  | φ49mmねじ込み                             |
| 40mmF2                  | 56°                      | 6-6       | 自動      | 2-16                           | 0.3m                    | 18x12cm                                                                 | 直進ヘリコイド                                            | 140g                      | 25mm                   | 60mm        | φ49mmねじ込み                  | φ49mmねじ込み                             |
| 50mmF1.2                | 47°                      | 7-6       | 自動      | 1.2-16                         | 0.45m                   | 24x16cm.                                                                | 直進ヘリコイド                                            | 285g                      | 43mm.                  | 65mm.       | φ51mmかぶせ                    | φ49mmねじ込み                             |
| 50mmF1.4                | 47°                      | 7-6       | 自動      | 1.4-16                         | 0.45m                   | 24x16cm                                                                 | 直進ヘリコイド                                            | 230g                      | 36mm [40mm]            | 60mm        | φ51mmかぶせ                    | φ49mmねじ込み                             |
| 50mmF1.8                | 47°                      | 6-5 [6-4] | 自動      | 1.8-16                         | 0.45m                   | 24x16cm                                                                 | 直進ヘリコイド                                            | 170g [165g]               | 31mm [32mm]            | 59mm [61mm] | φ51mmかぶせ                    | φ49mmねじ込み                             |
| 50mmF2マクロ            | 47°                      | 9-7       | 自動      | 2-16                           | 0.24m                   | 7.2x4.8cm                                                               | 直進ヘリコイド                                            | 320g                      | 55mm                   | 69mm        | 不要                           | φ55mmねじ込み                             |
| 50mmF3.5マクロ          | 47°                      | 5-4       | 自動      | 3.5-22                         | 0.23m                   | 7.2x4.8cm                                                               | 直進ヘリコイド                                            | 200g                      | 40mm                   | 60mm        | 不要                           | φ49mmねじ込み                             |
| 55mmF1.2                | 43°                      | 7-6       | 自動      | 1.2-16                         | 0.45m                   | 23x15cm                                                                 | 直進ヘリコイド                                            | 310g                      | 47mm                   | 65mm        | φ57mmかぶせ                    | φ55mmねじ込み                             |
| 85mmF2                  | 29°                      | 6-4 [5-4] | 自動      | 2-16                           | 0.85m                   | 25x17cm                                                                 | 直進ヘリコイド                                            | 260g                      | 46mm                   | 60mm        | φ49mmねじ込み                  | φ49mmねじ込み                             |
| 90mmF2マクロ            | 27°                      | 9-9       | 自動      | 2-22                           | 0.4m                    | 7.2x4.8cm                                                               | 直進ヘリコイド                                            | 550g                      | 71mm                   | 72mm        | φ57mmかぶせ                    | φ55mmねじ込み                             |
| 100mmF2                 | 24°                      | 7-6       | 自動      | 2-22                           | 0.7m                    | 18x12cm                                                                 | 直進ヘリコイド                                            | 520g                      | 72mm                   | 70mm        | 組込み式                       | φ55mmねじ込み                             |
| 100mmF2.8               | 24°                      | 5-5       | 自動      | 2.8-22                         | 1m                      | 29x19cm                                                                 | 直進ヘリコイド                                            | 230g                      | 48mm                   | 60mm        | φ49mmねじ込み                  | φ49mmねじ込み                             |
| 135mmF2.8               | 18°                      | 5-5       | 自動      | 2.8-22                         | 1.5m                    | 32x21cm                                                                 | 直進ヘリコイド                                            | 360g                      | 80mm                   | 61mm        | 組込み式                       | φ55mmねじ込み                             |
| 135mmF3.5               | 18°                      | 5-4       | 自動      | 3.5-22                         | 1.5m                    | 32x21cm                                                                 | 直進ヘリコイド                                            | 290g                      | 73mm                   | 60mm        | 組込み式                       | φ49mmねじ込み                             |
| 180mmF2                 | 14°                      | 10-8      | 自動      | 2-22                           | 1.6m                    | 25x17cm                                                                 | 回転カム（インナーフォーカス）                            | 1900g                     | 174mm                  | 113mm       | 組込み式                       | 100mm ねじ込み                            |
| 180mmF2.8               | 14°                      | 5-5       | 自動      | 2.8-32                         | 2m                      | 32x21cm                                                                 | 直進ヘリコイド                                            | 700g                      | 124mm                  | 80mm        | 組込み式                       | 72mm ねじ込み                             |
| 200mmF4                 | 12°                      | 5-4       | 自動      | 4-32                           | 2.5m                    | 36x24cm                                                                 | 直進ヘリコイド                                            | 510g                      | 127mm                  | 67mm        | 組込み式                       | φ55mmねじ込み                             |
| 200mmF5                 | 12°                      | 6-5       | 自動      | 5-32                           | 2.5m                    | 36x25cm                                                                 | 直進ヘリコイド                                            | 380g                      | 105mm                  | 62mm        | 組込み式                       | φ49mmねじ込み                             |
| 250mmF2                 | 10°                      | 12-9      | 自動      | 2-22                           | 2.2m                    | 25x17cm                                                                 | 回転カム（インナーフォーカス）                            | 3900g                     | 246mm                  | 142mm       | 組込み式                       | 専用（46mmリヤフィルター）                |
| 300mmF4.5               | 8°                       | 6-4       | 自動      | 4.5-32                         | 3.5m                    | 33x22cm                                                                 | 直進ヘリコイド                                            | 1100g（1020g:三脚座なし） | 181mm                  | 80mm        | 組込み式                       | 72mm ねじ込み                             |
| 350mmF2.8               | 7°                       | 9-7       | 自動      | 2.8-32                         | 3m                      | 25x17cm                                                                 | 回転カム（インナーフォーカス）                            | 3900g                     | 280mm                  | 142mm       | 組込み式                       | 専用（46mmリヤフィルター）                |
| 400mmF6.3               | 6°                       | 5-5       | 自動      | 6.3-32                         | 5m                      | 36x24cm                                                                 | 直進ヘリコイド                                            | 1300g                     | 255mm                  | 80mm        | 組込み式                       | 72mm ねじ込み                             |
| 500mmF8レフレックス     | 5°                       | 5-2       | -         | F8固定                         | 4m                      | 28x19cm                                                                 | 直進ヘリコイド                                            | 590g                      | 97mm                   | 81mm        | 組込み式                       | 72mm ねじ込み                             |
| 600mmF6.5               | 4°                       | 6-4       | 自動      | 6.5-32                         | 11m                     | 55x37cm                                                                 | ラック＆ピニオン                                          | 2800g                     | 377mm                  | 110mm       | 組込み式                       | 100mm ねじ込み                            |
| 1000mmF11               | 2.5°                     | 5-5       | 自動      | 11-45                          | 30m                     | 98x65cm                                                                 | ラック＆ピニオン                                          | 4000g [4150g]             | 662mm                  | 110mm       | 組込み式                       | 100mm ねじ込み                            |
| 28-48mmF4               | 75-49°                   | 8-8       | 自動      | 4-22                           | 0.65m                   | 74x49cm（28mm） 46x31cm（48mm）                                         | 回転ヘリコイド                                            | 300g                      | 54mm (at 48mm setting) | 65mm        | φ55mmねじ込み                  | φ49mmねじ込み                             |
| 35-70mmF3.5-4.5         | 63-34°                   | 9-8       | 自動      | 3.5-22                         | 0.45m                   | 21.7x14.5cm （CF, 70mm）                                                | 回転ヘリコイド                                            | 190g                      | 51mm                   | 62mm        | φ51mmかぶせ                    | φ49mmねじ込み                             |
| 35-70mmF3.5-4.8         | 63-34°                   | 7-7       | 自動      | 3.5-22（35mm） 4.8-32（70mm）  | 0.4m                    | 22x15cm                                                                 | 直進ヘリコイド                                            | 185g                      | 65mm                   | 63mm        | 52mm ねじ込み                  | 52mm ねじ込み                             |
| 35-70mmF3.6             | 63-34°                   | 10-8      | 自動      | 3.6-22                         | 0.8m                    | 72x48cm（35mm） 37.5x25cm（70mm）                                       | 直進ヘリコイド                                            | 400g                      | 74mm                   | 67mm        | φ60mmかぶせ                    | φ55mmねじ込み                             |
| 35-70mmF4               | 64-34°                   | 7-7       | 自動      | 4-22                           | 0.75m                   | 72x48cm（35mm） 36x24cm（70mm）                                         | 直進ヘリコイド                                            | 385g                      | 71mm                   | 69mm        | φ57mmかぶせ                    | φ55mmねじ込み                             |
| 35-70mmF4AF             | 63-34°                   | 9-8       | 自動      | 4-22                           | 0.75m                   | 72x48cm（35mm） 36x24cm（70mm）                                         | 回転ヘリコイド                                            | 550g（電池含まず）        | 70mm                   | 92mm        | φ55mmねじ込み                  | φ55mmねじ込み                             |
| 35-80mmF2.8             | 63-30°                   | 16-14     | 自動      | 2.8-22                         | 0.6m                    | 62x41cm（35mm） 31x20cm（80mm）                                         | 回転ヘリコイド, 回転カムズーム                            | 650g                      | 99mm                   | 69mm        | バヨネットマウント             | 62mm ねじ込み                             |
| 35-105mmF3.5-4.5        | 63-23°                   | 16-12     | 自動      | 3.5-22（35mm） 4.5-22（105mm） | 1.5m （0.31m CF時）     | 129x86cm（35mm） 45x30cm（105mm） (CF:18x12cm（35mm） 25x17cm（105mm）) | 回転ヘリコイド・直進式ズーム                              | 470g                      | 85mm                   | 64mm        | φ55mmねじ込み                  | φ55mmねじ込み                             |
| 50-250mmF5              | 47-10°                   | 13-10     | 自動      | 5-32                           | 1.80m （250mmCF時1.53m) | 103x69cm（50mm） 22x14cm（250mm）                                       | 回転ヘリコイド・直進式ズーム                              | 780g                      | 140mm                  | 72mm        | 組込み式                       | φ55mmねじ込み                             |
| 65-200mmF4              | 37-12°                   | 14-11     | 自動      | 4-32                           | 1.2m （200mmCF時0.85m） | 48x32cm（65mm） 17x11cm（200mm） 12x8cm（200mmCF時）                    | 回転ヘリコイド・直進式ズーム                              | 730g                      | 147mm                  | 71mm        | 組込み式                       | φ55mmねじ込み                             |
| 70-210mmF4.5-5.6        | 34-11°                   | 10-7      | 自動      | 4.5-22（70mm） 5.6-28（210mm） | 1.14m                   | ?                                                                       | 直進ヘリコイド                                            | 335g                      | 103mm                  | 63mm        | 52mm ねじ込み                  | 52mm ねじ込み                             |
| 75-150mmF4              | 32-16°                   | 15-11     | 自動      | 4-22                           | 1.6m                    | 64x42cm（75mm） 32x21cm（150mm）                                        | 回転ヘリコイド                                            | 440g                      | 115mm                  | 63mm        | 組込み式                       | φ49mmねじ込み                             |
| 85-250mmF5              | 29-10°                   | 15-11     | 自動      | 5-32                           | 2m                      | 66x44cm（85mm） 23x15cm（250mm）                                        | 回転ヘリコイド                                            | 890g                      | 196mm                  | 70mm        | 組込み式                       | φ55mmねじ込み                             |
| 100-200mmF5             | 24-12°                   | 9-6       | 自動      | 5-32                           | 2.4m                    | 69x46cm（100mm） 37x25cm（200mm）                                       | 回転ヘリコイド・直進式ズーム                              | 570g                      | 148mm                  | 63mm        | 組込み式                       | φ49mmねじ込み                             |
| 20mmF2マクロ            | 9° (高倍率時)            | 6-4       | 自動      | 2-16                           | -                       | 0.86x0.57cm(4.2x) 0.26x0.18cm(13.6x)                                    | オートベローズ AET65-116, AET14,25; 微調用ヘリコイド内蔵  | 170g                      | 46mm                   | 60mm        | 不要                           | -                                         |
| 20mmF3.5マクロ          | 9° (高倍率時)            | 4-3       | 手動      | 3.5-16                         | -                       | 0.84x0.56cm(4.3x) 0.29x0.19cm(12.4x)                                    | オートベローズ（RMSマウント→OMマウントアダプター併用）    | 70g                       | 20mm                   | 32mm        | 不要                           | φ21mmかぶせ                               |
| 38mmF2.8マクロ          | 9° (高倍率時)            | 6-4       | 自動      | 2.8-22                         | -                       | 0.21x0.14cm(1.7x) 0.54x0.36cm(6.7x)                                     | オートベローズ AET65-116, AET14,25; 微調用ヘリコイド内蔵. | 170g                      | 46mm                   | 60mm        | 不要                           | -                                         |
| 38mmF3.5マクロ          | 9° (高倍率時)            | 5-4       | 手動      | 3.5-16                         | -                       | 0.20x0.13cm(1.8x) 0.59x0.39cm(6.1x)                                     | オートベローズ（RMSマウント→OMマウントアダプター併用）    | 90g                       | 28mm                   | 43mm        | 不要                           | φ32mmかぶせ                               |
| 80mmF4マクロ (手動)     | 9° (高倍率時)            | 6-4       | 手動      | 4-22                           | -                       | 7.20x4.80cm(0.5x) 1.80x1.20cm(2.0x)                                     | オートベローズ                                            | 200g                      | 46mm                   | 59mm        | 不要                           | φ49mmねじ込み                             |
| 80mmF4マクロ (自動)     | 9° (高倍率時)            | 6-4       | 自動      | 4-32                           | 0.23m                   | 7.20x4.80cm(0.5x) 1.80x1.20cm(2.0x)                                     | オートベローズ AET65-116; 微調用ヘリコイド内蔵            | 170g                      | 33mm                   | 60mm        | 不要                           | φ49mmねじ込み                             |
| 135mmF4.5マクロ         | 18°                      | 5-4       | 自動      | 4.5-45                         | 0.6m                    | 7.2x4.8cm                                                               | オートベローズ AET65-116; 微調用ヘリコイド内蔵            | 320g                      | 47mm                   | 60mm        | φ57mmかぶせ                    | φ55mmねじ込み                             |
| テレコンバーター 1.4X-A | -                        | 5-4       | 自動      | -                              | -                       | -                                                                       | -                                                         | 180g                      | 23mm                   |             | -                              | -                                         |
| テレコンバーター 2X-A   | -                        | 6-6       | 自動      | -                              | -                       | -                                                                       | -                                                         | 215g                      | 48mm                   |             | -                              | -                                         |

- ※AET=オートエクステンションチューブ; CF=クロースフォーカス
- このほかに300mmF6.3、400mmF4.5、28-85mmF3.5-4.5など諸媒体で発表はされたものの実際には市販されていないレンズがある。
  - ただし28-85mmF3.5-4.5（下記オートフォーカスレンズとは別のもの）は発売された記録がないにもかかわらず若干数が出回っているらしく、まれにオークション等に出品されることがある。
- 仕様に[…]で囲まれた別の数値が添えられているレンズは、製造期間中にカタログ上に現れる仕様変更があったものである。

#### オート/パワーフォーカス機種用
| レンズ             | 画角   | 枚-群 | 絞り 形式 | 絞り範囲                   | 最近接撮影距離      | 最近接撮影範囲                        | ピント調節方式 | 質量 | 全長  | 最大径 | フード   | フィルター    |
| ------------------ | ------ | ----- | --------- | -------------------------- | ------------------- | ------------------------------------- | -------------- | ---- | ----- | ------ | -------- | ------------- |
| 24mmF2.8AF         | 84°    | 8-7   | 自動 *1   | 2.8-22                     | 0.25m               | 24x16cm                               | *2             | 170g | 32mm  | 62mm   | 組込み式 | φ49mmねじ込み |
| 28mmF2.8AF         | 75°    | 6-6   | 自動 *1   | 2.8-22                     | 0.3m                | 27x18cm                               | *2             | 170g | 32mm  | 62mm   | 組込み式 | φ49mmねじ込み |
| 50mmF1.8AF         | 47°    | 6-5   | 自動 *1   | 1.8-22                     | 0.45m               | 24x16cm                               | *2             | 170g | 32mm  | 62mm   | 組込み式 | φ49mmねじ込み |
| 50mmF2PF           | 47°    | 6-4   | 自動 *1   | 2-22                       | 0.45m               | 24x16cm                               | *3             | 150g | 37mm  | 64mm   | かぶせ   | φ49mmねじ込み |
| 50mmF2.8AFマクロ   | 47°    | 8-7   | 自動 *1   | 2.8-32                     | 0.2m                | 3.6x2.4cm                             | *2             | 340g | 57mm  | 66mm   | 組込み式 | φ49mmねじ込み |
| 28-85mmF3.5-4.5AF  | 75-29° | 14-11 | 自動 *1   | 3.5-22(28mm) 4.5-27(85mm)  | 0.8m (CF時: 0.6m)   | 85x57cm(28mm) 22x15cm(85mm)           | *2             | 480g | 84mm  | 69mm   | かぶせ   | φ55mmねじ込み |
| 35-70mmF3.5-4.5AF  | 63-34° | 9-8   | 自動 *1   | 3.5-22(35mm) 4.5-32(70mm)  | 0.75m (CF時: 0.45m) | 40.4x27cm(35mm) 21.7x14.5cm(70mm, CF) | *2             | 250g | 53mm  | 69mm   | かぶせ   | φ49mmねじ込み |
| 35-70mmF3.5-4.5PF  | 63-34° | 9-8   | 自動 *1   | 3.5-22(35mm) 4.5-32(70mm)  | 0.75m (CF時 0.45m)  | 40.4x27cm(35mm) 21.7x14.5cm(70mm, CF) | *3             | 250g | 53mm  | 69mm   | かぶせ   | φ49mmねじ込み |
| 35-105mmF3.5-4.5AF | 63-23° | 14-13 | 自動 *1   | 3.5-22(35mm) 4.5-27(105mm) | 1.5m (CF時: 0.85m)  | 129x86cm(35mm) 22x14cm(105mm, CF)     | *2             | 460g | 84mm  | 69mm   | かぶせ   | φ55mmねじ込み |
| 70-210mmF3.5-4.5AF | 34-11° | 12-9  | 自動 *1   | 3.5-22(70mm) 4.5-32(210mm) | 1.5m (CF時: 1.35m)  | 52x34cm(70mm) 18x12cm(210mm, CF)      | *2             | 790g | 125mm | 76mm   | かぶせ   | φ55mmねじ込み |

- ※ *1=絞りはボディ側制御; *2=ボディ側AF/PFカプラー駆動; *3=ボディ側カプラー駆動(オートフォーカス不可・パワーフォーカスのみ)

## 評価と影響
- その小さく軽いボディが他社の一眼レフカメラに与えた影響は少なくなかった。旭光学工業（現リコーイメージング）は、OM-1より寸法が縦横高さとも0.5mmずつ小さいペンタックスMXなど、OMシステムを強く意識した小型軽量のペンタックス Mシリーズをリリースし、また日本光学（現ニコン）は普及機のニコマートシリーズを改良に際し小型化し、ニコンFM / FEシリーズとして発売した。
- OM-2が世界で初めて実用化したTTLダイレクト測光システムは、その後発売された他社一眼レフカメラのフラッシュ用測光装置として多くのモデルに採用された。その中にはMシリーズのネーミングにクレームをつけたライカ（M6以降）も含まれている。
- 小型軽量のシステムはネイチャー・フォトの分野で好んで使われた。また接写機能も充実していたためこの分野でも重宝された。著名なユーザーとしては、マクロレンズが充実していたことに着目した昆虫写真家・栗林慧、OM-1の小型メカニカル機という利点に着目した南極越冬隊長・鳥居鉄也などがいる。1973年10月26日、エベレスト登頂に成功した日本の登山隊等、数々の登山に低温に強いメカニカル・シャッターが搭載されたOM-1が使われた。